# Srbija
Srbija (službeni naziv: Republika Srbija), europska je kontinentalna država smještena u srednjoj i jugoistočnoj Europi. Teritorijem obuhvaća dio Panonske nizine na sjeveru, te je djelomice srednjoeuropska država. Duljina granica Srbije je 2114,2 km. Na sjeveru graniči s Mađarskom, na zapadu s Hrvatskom i Bosnom i Hercegovinom, na jugozapadu s Crnom Gorom, na istoku s Rumunjskom i Bugarskom te na jugu sa Sjevernom Makedonijom i s Kosovom. Zemlja ima 6 690 887 stanovnika. Površina zemlje iznosi 77 474 km2 (bez Kosova) što Srbiju svrstava u države srednje veličine. Preko teritorija Srbije prelaze sve važnije kopnene prometnice. Kako cestovni tako i željeznički promet iz sjeverne, zapadne i centralne Europe prolazi kroz Srbiju na putu do jugoistoka Europe i jugozapada Azije. Moravsko-vardarska i Moravsko-nišavska dolina imaju najveći značaj u kopnenom prometu. 
Glavni je grad Beograd koji je političko, kulturno, znanstveno i gospodarsko središte Republike Srbije. U Srbiji je službeni jezik srpski.
Slijedeći slavenske migracije na jugoistok Europe Srbi nastanjuju ova područja s drugim narodima poslije 6. stoljeća, uspostavili su nekoliko država u ranom srednjem vijeku. Prvotnom srpskom državom vladaju Vlastimirovići prva poznata vladajuća dinastija srednjovjekovne srpske države. Srbi su, pored Hrvata, jedini donijeli svoje ime iz prapostojbine, dok su ostali južni Slaveni svoja imena dobivali po zemljopisnim nazivima regija koje su naseljavali. Na početku 7. stoljeća na teritoriju Bizantskog Carstva Srbi osnivaju Rašku. Raška je postala kraljevina 1216. godine, kada je srpski kralj Stefan Prvovjenčani, sin velikog župana Stefana Nemanje, okrunjen krunom koju mu je poslao rimski papa. Već 1219. godine i Srpska pravoslavna crkva je dobila neovisnost od Vaseljenskog patrijarha. Najveću moć srpska država imala je u vrijeme Stefana Uroša IV. Dušana koji granice Srbije širi na jug nekadašnjeg bizantskog područja te se proglašava carem „Srba i Grka”. Nakon Dušanove smrti osvojeni krajevi se osamostaljuju pod vodstvom lokalnih velikaša, no u to vrijeme započinju i provale Turaka na Balkanski poluotok koji ubrzo pobjeđuju Bugare na rijeci Marici, a potom i Srbe u bitci na Kosovu. Do sredine 16. stoljeća, cijela suvremena Srbija pada pod vlast Osmanlija, s vremena na vrijeme prekinute od strane Habsburške Monarhije koja se širi prema centralnoj Srbiji s kraja 17. stoljeća, zadržavajući uporište u suvremenoj Vojvodini. Početkom 19. stoljeća, srpska revolucija utemeljila je nacionalnu državu kao prvu ustavnu monarhiju regije koja je kasnije proširila svoj teritorij. Nakon katastrofalnih žrtava u Prvom svjetskom ratu i kasnije ujedinjenja bivše Habsburške krune Vojvodine i drugih regija s Kraljevinom Srbijom, zemlja je utemeljila Jugoslaviju s drugim južnoslavenskim narodima. Tijekom raspada Jugoslavije, Srbija je formirala zajednicu s Crnom Gorom koja je mirno riješena 2006. godine, kada je Srbija ponovno uspostavila svoju neovisnost. Prema Ustavu Republike Srbije, u sastavu Srbije nalaze se autonomne pokrajine Vojvodina i Kosovo i Metohija (koja ima višu autonomiju). Kosovo je 2008. godine proglasilo neovisnost od UNMIK-a, što je priznalo 85 zemalja članica OUN, čemu se službeni Beograd protivi.
Prema političkom ustroju Srbija je parlamentarna republika. Srbija je članica Ujedinjenih naroda, Vijeća Europe, Partnerstva za mir te Organizacije za europsku sigurnost i suradnju. Srbija je i službeni kandidat za članstvo u Europskoj uniji.

## Povijest

### Prapovijest
Krajem ledenog doba, tijekom holocena, velike promjene klime ali i flore i faune, dovele su do stvaranja ljudskih zajednica koje će stvoriti jednu od najkompleksnijih prapovijesnih kultura, kulturu Lepenskog vira. Karakteriziraju je naseobine građene po utvrđenom pravilu, sa sprovodima unutar njih i karakterističnim kućama trapezaste osnove, usavršena izrada alata i oružja, a smatra se da je u njoj postojala društvena hijerarhija i privatna svojina, kao i razvijena religija (s kultnim mjestima i sakralnim objektima) i umjetnost (javljaju se prve skulpture ribolikih ljudi, riba i jelena).
Toplija klima, dovela je do stvaranja nove kulture u Podunavlju, koja se po lokalitetu Starčevo kod Pančeva, 
naziva Starčevačkom kulturom, a prostirala se na prostoru od Bosne do Makedonije tijekom 5. tisućljeća pr. Kr. Njene kuće koriste drvo kao armaturu i blato i plevu kao građu, dok im je osnova kvadratno-trapezasta.
Starčevačku kulturu zamijenila je u srednjem neolitu Vinčanska kultura, koja je svoj naziv dobila po lokalitetu Vinča, nedaleko od Beograda na obali Dunava i predstavlja tehnološki najnapredniju prapovijesnu kulturu na svijetu. Njezini lokaliteti iz kasnog neolita Pločnik kod istoimenog sela pored Prokuplja odnosno Belovode i Belolice kod Petrovca, na osnovu pronađenih bakarnih nalaza, predstavljaju najstarije europske centre metalurgije, što pomjera početke metalnog doba u još dalju prošlost. Kuće Vinčanske kulture su građene od istih materijala i istih su oblika, kao one iz Starčevačke kulture, ali su za razliku od njih, masivnije s dvije prostorije i ognjištima, dok su u kasnom raydoblju bile poređane u redove sa svojevrsnim ulicama između njih, pa bi se njihova naselja mogla smatrati urbanim. Pored zemljoradnje i stočarstva kao osnovnih zanimanja, ljudi u ovom raydoblju su se bavili i lovom, ribolovom i skupljanjem plodova, zatim pravljenjem grnčarije, alatki od kamena, ali i pletenjem od trske, pa čak i preradom vune.
Grnčariju karakterizira zaobljenost, dok antropomorfne i zoomorfne figurine (Vidovdanka, Hajd vaza, Boginja na tronu, kao i prosopomorfni poklopci i žrtvenjaci predstavljaju izuzetne umjetničke domete ove kulture. Posebnu odliku Vinčanske kulture predstavljaju urezani znaci, poznati kao vinčansko pismo, o čijoj funkciji ima mnogo pretpostavki.

### Stari i srednji vijek
U starom vijeku teritorij Srbije bio je rimska provincija Mezija, dok su se na području današnje Vojvodine nalazili dijelovi Panonije i Dacije. Srbi su naselili to područje u 7. stoljeću, u 8. su osnovali prvu državu te u 9. primili kršćanstvo. Prvi srpski poznati knez zvao se Višeslav, rodonačelnik dinastije Višeslavovića, koja je vladala Srbijom od 750. do 959. Prve sukobe Srbi su imali s Bugarima. Od 1085. do 1106. Srbijom upravlja dinastija Vukanovića, čiji je rodonačelnik veliki župan Vukan.
Godine 1168. na vlast dolazi veliki župan Stefan Nemanja. Nemanjina država obuhvaćala je sljedeća područja: Travunju, Duklju, Kosovo, Metohija bez Prizrena, Južno i Veliko Pomoravlje, područje između Drine i Velike Morave te gornje Podrinje. 
Godine 1217. papa Honorije III. daje dozvolu da se Srbija proglasi kraljevstvom, odnosno da u pravnom smislu postane neovisna o svojim susjedima Ugarskoj, Bugarskoj i Bizantu; okrunio je Stefana Nemanjića kao prvog srpskog kralja papin legat (poslanik). Dvije godine poslije Rastko Nemanjić tj. Sveti Sava postaje prvi srpski arhiepiskop. 
Na najvećem vrhuncu moći Srbija je bila za vrijeme cara Stefana Dušana, (kralj od 1331., od 1346. vlada kao "car Srba i Grka", u. 1355.) kada je obuhvaćala teritorij današnje Srbije (bez Vojvodine), Crne Gore, krajnjeg juga Dalmacije (južno od Dubrovnika), Albanije, Makedonije, Tesalije i Epira. Smrću Dušanovog sina, cara Stefana Uroša V. 1371., rasulo se Srpsko Carstvo i ugasila loza Nemanjića.
Od 1371. do 1427. Srbijom je vladala dinastija Lazarevića, tj. knez Lazar i njegov sin despot Stefan. Dana 28. lipnja 1389. dogodila se Kosovska bitka između Srbije i Osmanskog Carstva. U bitci su poginuli knez Lazar i turski sultan Murat. Od 1402. preostalim dijelom Srbije vlada Lazarev sin Stefan Lazarević, ali sa skromnijim naslovom despota; vladao je pod zaštitom Ugarske - koja je i u ranijim stoljećima s Bizantom nadmetala za premoć u Srbiji, a sada je nastojala držati Osmansko carstvo dalje od svojih granica. Kako Stefan Lazarević nije imao potomaka, za svoj nasljednika je imenovao svojega bratića Đurađa Brankovića - koji je u Kosovskoj bitci bio sudjelovao na turskoj strani; potom od 1427. do 1459. Srbijom vlada dinastija Brankovića, i dalje s naslovom despota. Nakon što 1437. godine Turci napadaju i Srbiju i Bosansko Kraljevstvo Brankovići priznaju vrhovništvo turske vlasti i plaćaju Osmanskom Carstvu visoki harač od 50.000 dukata - u čemu im ne mogu pomoći prihodi iz rudnika u Srebrenici koju im je u svrhu jačanja obrane od Turaka bila ustupila Ugarska; naime su Turci bili izravno  zaposjeli taj bogati grad na kojega su pretendirali i Bosna i Srbija. Istodobno se Đurađ Branković postavlja kao vazal prema Ugarskoj, čije posjede Beograd i Mačvu još uvijek drži. Nakon rata sa Turcima 1443.-1444. koji je efektivno okončan porazom Ugara i križara kod Varne,   efektivno se raskida savezništvo s Ugarskom. Srbija opustošena još jednim ratom sada mora plaćati još viši harač od 60.000 dukata, a Ugarska uzima sebi natrag pogranične posjede Mačvu i Beograd, koje je ugarski kralj Žigmund Luksemburški bio dao Stefanu Lazareviću kako bi ojačao Srbiju u svrhu podizanja jače obrane od Turaka.  Nakon što je Srbiju gospodarski iznurilo (seljaci su teškom mukom pridonosili za rashode despotovine koja je morala plaćati teški danak Turcima i koja je zahtijevala od njih mnogo rada na izgradnji obrambenih utvrda, a nakon takvih velikih rashoda za neku unosnu trgovinu nije ostajalo velikih sredstava), Osmansko Carstvo je 1456. godine krenulo osvojiti cijelu Srbiju, Mađarska i križarska vojska su porazile Turke u Bitki za Beograd 1456. godine, što će osigurati Despotovini još nekoliko godina preživljavanja. Nakon što što je Ugarska vojska zapodjenula novi rat protiv Osmanskog carstva 1448. godine, Srbi se ne žele pridružiti još jednom ratu protiv Osmanskog carstva i proglašavaju se neutralnima; stoga se na njihovoj teritoriji Mađari - koji su krenuli spojiti se s albanskim snagama pod Skenderbegom radi zajedničkog ratovanja s Turcima - ponašaju kao neprijatelji i opskrbljuju se pljačkom. Nakon što mađarska vojska biva poražena u Drugoj kosovskoj bitki 17.-20. listopada 1448. godine, srpsko plemstvo bez borbe 1449. godine prepušta svoju zadnju prijestolnicu Smederevo snagama sultana Murata II. 

### Rani novi vijek – Osmansko Carstvo
Srbija je u cijelosti pala pod vlast Osmanskog Carstva 1459., nakon čega slijedi postupno iseljavanje Srba i Vlaha u Bosnu i granične predjele Hrvatske. Tijekom Velikog turskog rata 1683.-1699. Srbi su značajno pomogli austrijsku vojsku, a potom je povodom turske najezde i nasilja nad kršćanskim stanovništvom, hrvatski kralj i austrijski car Leopold I. dao dozvolu Srbima nastaniti se u Habsburškoj Monarhiji, što je prouzročilo prvu seobu Srba pod patrijarhom Arsenijem III. Čarnojevićem 1690.
Nakon što je u 18. stoljeću 30 godina postojala Kraljevina Srbija pod habsburškom vlašću (1718. – 1739.), uslijedila je druga seoba Srba nakon Požarevačkog mira 1739., pod patrijarhom Arsenijem IV. Jovanovićem Šakabendom. 

Dok su se Srbi iseljavali iz Stare Srbije (Raške, Kosova, Metohije i Makedonije i još nekih južnih krajeva današnje Srbije, poput Toplice i Kosanice), ta su područja naseljavali Albanci. Pored Albanaca, naseljavao se i drugi muslimanski živalj. Posljedice takvog premještaja stanovništva bit će dugotrajne.

### Devetnaesto stoljeće
Zbog turske tiranije nad srpskim življem, u Orašcu je 1804. podignut Prvi srpski ustanak pod vodstvom Karađorđa (»Crnog Đorđa«) Petrovića. Ustanak je ugušen 1813. 15. veljače 1815. podignut jе Drugi srpski ustanak na čelu s knezom Milošem Obrenovićem; Turci su pristali taj rat okončati davši srbima stanovitu autonomiju.
Kako Turci doživljavaju nakon toga poraze u  Rusko-turskom ratu 1806.-1812. i Rusko-turskom ratu 1818-1829., prisiljeni su Mirom u Drinopolju 1829. pristati da Srbija postane vazalnom kneževinom; Porta je to službeno proglasila 1830. godine. Prvi ustav Srbija je dobila 1835.
Nakon što je 1862. god. došlo do manjeg oružanog sukoba između Srba i Turske vojske u Beogradu, uslijedilo je nekoliko godina diplomatskih pregovora, u kojima su se Rusija i Francuska zauzele za neovisnost Srbije. Godine 1867. donijet je sultanov ukaz (ferman) o povlačenju turske vojske iz srbijanskih gradova. Neovisnost Srbije priznata je na Berlinskom kongresu 1878. Knez Milan Obrenović postaje srbijanskim kraljem 1882. godine.  Tih godina nastaju u Srbiji i megalomanske ekspanzionističke ideje za stvaranjem Velike Srbije unutar viših državnih krugova, koje će kasnije biti pokretačem agresivnih ratova Srbije sa susjedstvom.
Nakon što joj je 1878. godine priznata neovisnost, Srbija je 1881. godine umjesto ruskog prihvatila austro-ugarsko pokroviteljstvo, sklopivši Austro-srpsku tajnu konvenciju: Austro-Ugarska se obvezala poduprijeti nastojanje da se – ukoliko bi to prilike učinile izvedivim – Srbija širi prema jugu. Nakon teškog poraza u Srpsko-bugarskom ratu 1885. godine, Austro-Ugarska se u tolikoj mjeri zauzela za Srbiju da se ova nije čak niti morala ispričati Bugarskoj, koju je neuspješno napala. Međutim, velikosrpske su težnje i sklonosti prema Rusiji bile već u tolikoj mjeri raširene u Srbiji da politika bliske suradnje s Austro-Ugarskom nije mogla potrajati niti 15 godina.

Obrenovići i Karađorđevići su naizmjence vladali u 19. stoljeću. Posljednji Obrenović, kralj Aleksandar, ubijen je zajedno s kraljicom Dragom 1903. Tad na vlast dolazi kralj Petar I. Karađorđević.

### 20. stoljeće

#### Balkanski ratovi
Srbija, Bugarska, Crna Gora i Grčka krenule su 1912. u Prvom balkanskom ratu u konačno oslobađanje od turske vlasti. Nakon rata Srbija nije uspjela ostvariti svoj cilj – izlazak na Jadransko more preko sjeverne Albanije, a Bugarska je bila nezadovoljna podjelom Makedonije. To je prouzročilo Drugi balkanski rat 1913. kada su Srbija, Grčka, Turska i Rumunjska brzo pobijedile Bugarsku. Srbija je od Bugarske kao ratnu odštetu dobila određena ozemlja zapadne Bugarske.

#### Prvi svjetski rat
Austro-Ugarska je bila uznemirena jačanjem Srbije, koja joj je remetila planove za prodor na istok. Nakon sarajevskog atentata objavljuje rat Srbiji 28. srpnja 1914. Tada je počeo Prvi svjetski rat. Cerska i Kolubarska bitka bile su prve savezničke pobjede u Prvom svjetskom ratu. Povlačenje preko Albanije počelo je 1915. Tri godine poslije probijena je solunska bojišnica.

#### Međuratno razdoblje (Kraljevina SHS/Jugoslavija)
Krajem studenog priključenje Kraljevini Srbiji proglašavaju Baranja, Bačka, Banat, Srijem, Crna Gora i Bosna i Hercegovina. Država Slovenaca, Hrvata i Srba, zbog opasnosti od talijanskog napada, ujedinila se sa Srbijom odlukom Narodnog vijeća u Zagrebu 25. studenog 1918., no bez pristanka Hrvatskog sabora.
Dana 1. prosinca stvoreno je provotno Kraljevstvo Srba, Hrvata i Slovenaca, a ubrzo i Kraljevina Srba, Hrvata i Slovenaca, koja je 1929. promijenila ime u Kraljevina Jugoslavija. Kralja Aleksandra Karađorđevića ubio je 9. listopada 1934. u Marseillu Vlado Černozemski, član makedonske revolucionarne organizacije VMRO.

#### Drugi svjetski rat
U Drugom svjetskom ratu, Jugoslaviju je okupirala Hitlerovska koalicija, koja je započela bombardiranjem Beograda 6. travnja 1941. Bačka je pripojena Mađarskoj. Dio današnje Srbije, uglavnom je riječ o Raškoj, dospio je u Crnu Goru pod talijanskom vlasti. Kosovo, Metohija i zapadna Makedonija postale su dijelom tzv. Velike Albanije, također pod talijanskim utjecajem. Ostatak Makedonije ušao je u sastav Bugarske, kao i dijelovi istočne Srbije. Sužena Srbija i Banat bile su pod njemačkom okupacijom, ali je imala vlastitu lokalnu upravu, koja je surađivala s Nijemcima. U narodu je ova tvorevina dobila ime Nedićeva Srbija ili Vlada nacionalnog spasa. Banat je bio pod posebnom njemačkom upravom.
Za vrijeme Drugog svjetskog rata u Srbiji su djelovali: „Jugoslovenska vojska u otadžbini” (tzv. četnički pokret) generala Dragoljuba Draže Mihailovića, partizanski pokret Josipa Broza Tita, te pomagači njemačkim okupatorima Srpska državna straža generala Milana Nedića i Srpski dobrovoljački korpus Dimitrija Ljotića.

#### Poslijeratna Srbija (SFRJ)
Na drugom zasjedanju AVNOJ-a 1943. godine zabranjen je povratak u zemlju dinastiji Karađorđevića, a Jugoslavija je proglašena za republiku pod nazivom Demokratska Federativna Jugoslavija. Ovaj naziv je ubrzo (1946.) promijenjen u Federativna Narodna Republika Jugoslavija, a Srbija postaje jedna od šest federalnih Narodnih Republika. Ustavom Jugoslavije iz 1963. godine država mijenja naziv u Socijalistička Federativna Republika Jugoslavija, a Srbija dobiva naziv u SR Srbija.

#### Srbija nakon raspada SFRJ
Dana 27. travnja 1992. zajedno je s Crnom Gorom formirala Saveznu Republiku Jugoslaviju. Od 1992. do 1995. Savezna Republika Jugoslavija bila je pod općim sankcijama Vijeća sigurnosti OUN, zbog agresije na Bosnu i Hercegovinu. Od 1998. na Kosovu i Metohiji počinju sukobi između Oslobodilačke vojske Kosova i srbijanskih oružanih snaga. Od 24. ožujka do 10. lipnja 1999. godine bombardirale su je snage Sjevernoatlantskog Saveza zbog humanitarne katastrofe na Kosovu.

### 21. stoljeće
Nakon izbora 2000. godine dolazi do općih prosvjeda 5. listopada jer Slobodan Milošević nije želio prihvatiti rezultate izbora i izbornu pobjedu kandidata Demokratske opozicije Srbije Vojislava Koštunice. Pristalice DOS-a dolazile su u Beograd od ranog jutra, organizirano iz više pravaca, iz cijele Srbije, a predvodili su ih vođe te koalicije na čelu sa Zoranom Đinđićem, prvim demokratski izabranim gradonačelnikom Beograda i nakon sloma Slobodana Miloševića, prvim demokratskim premijerom Srbije.
Dana 6. listopada Slobodan Milošević se obratio narodu putem televizije i službeno priznao poraz na izborima.
Dana 4. veljače 2003. godine proglašena je državna zajednica Srbija i Crna Gora, kojom je, u odnosu na prethodnu Saveznu Republiku Jugoslaviju, data veća nadležnost dvjema republikama.
Dana 12. ožujka 2003. godine, ispred zgrade Vlade Republike Srbije u Beogradu, izvšen je atentat na Zorana Đinđića, tadašnjeg srbijanskog premijera.

#### Odcjepljenje Crne Gore i obnova neovisnosti
Europska unija je imenovala Slovaka Miroslava Lajčaka za glavnog predstavnika u vezi s crnogorskim referendumom. Za nezavisnost Crne gore po sporazumu EU i predstavnika SCG trebalo je glasati 55 % građana. U predreferendumskoj kampanji, za nezavisnost su lobirale vladajuće stranke DPS i SDP, a protiv SNP, Narodna Stranka i druge prosrpske stranke. 21. svibnja 2006. je Crna Gora na referndumu izglasala neovisnost s oko 55,5 %, a 3. lipnja iste godine je Skupština Crne Gore proglasila neovisnost i od tada SCG, posljednji ostatak nekadašnje Jugoslavije, više ne postoji. Dva dana kasnije, Narodna skupština Republike Srbije proglasila je Srbiju suverenom republikom i sljednicom SCG i time i formalno okončala postojanje državne zajednice. Narednih dana, i srbijanska vlada je priznala neovisnost Crne Gore. Obje države su dobile međunarodna priznanja i odvojeno primljene u UN u srpnja te godine. Pitanje međunarodnih sporazuma, koje su ratificirale SRJ i SCG, riješeno je tako što je odlučeno da se oni odnose na pravno-formalnog nasljednika zajednice – Srbiju – a Crna Gora ih je potpisala po ubrzanom postupku. Sportske reprezentacije su ostale zajedno u više disciplina sve do kraja te godine, sa starim obilježjima.

#### Odcjepljenje Kosova
U ožujku 2008. Kosovo je proglasilo neovisnost od Srbije, a do sada ga je priznalo 70-ak država i smatra se samostalnom republikom pod međunarodnim nadzorom, dok Republika Srbija još uvijek područje Kosova smatra sastavnim dijelom svog državnog područja.

## Zemljopis

### Reljef
Srbiju čine tri velike zemljopisne cjeline: Panonska nizina, brežuljkasti predjeli s nižim planinama i nizinskim proširenjima, te planinsko-kotlinsko područje.
Panonska nizina zauzima 29 % teritorija, a u njoj prevladavaju nizine s aluvijalnim naplavinama uz vodene tokove i praporne visoravni, te dva brdovita uzvišenja: Fruška gora (538 m) i Vršačke planine (639 m).
Južno od Save i Dunava prevladava brdovito područje s visinama do 500 m i niže planinsko područje s visinama do 1000 m. To područje zauzima oko dvije trećine površine Srbije. U tom području nizina ima tek uz Posavinu, Pomoravlju i dijelu Timočke krajine.

Područja viša od 1000 m zauzimaju desetinu teritorija Srbije. Ta se područja nalaze južno od Zapadne Morave i Nišave, a sastoje se od visoravni i skupina viših planina, od kojih najviše uokviruju Kosovsku i Metohijsku kotlinu. Najznačajnije planine u Srbiji su Tara, Kopaonik, Suva planina, Zlatibor, Zlatar, Fruška gora i Balkan.
70 % površine Srbije nalazi se na Balkanu, a ostalih 30 % spada u Srednju Europu (Panonska nizina). Kopnenu granicu ima u dužini od 2114 km, a dužina tih granica prema susjedima iznosi:
- prema Hrvatskoj – 241 km
- Mađarskoj – 151 km
- Rumunjskoj – 476 km
- Bugarskoj – 318 km
- Kosovu – 352 km
- Sjevernoj Makedoniji – 221 km
- Crnoj Gori 203 km
- Bosni i Hercegovini 302 km.

Sjeverni dio zemlje (Vojvodina) zauzimaju plodne ravnice, dok je središnji i južni dio pretežito planinski. Tri su planinska vrha iznad 2000 metara nadmorske visine, a najviši od njih je Midžor (na granici s Bugarskom u Staroj planini). Visine je 2168 m. Srbija obiluje prirodnim ljepotama, od kojih se posebno izdvajaju očuvane šume. Srbija je bogata i vodama.

### Tlo
Posljedica složene geološko-litološke podloge, različitog stupnja okomite raščlanjenosti reljefa i klimatskih specifičnosti pojedinih krajeva je velika raznovrsnost tipa zemljišta. Područje Vojvodine nalazi se većinom na visokoplodnom černozemom, a područja uz rijeke i rubna područja Banata uz granicu s Rumunjskom na ritskoj crnici i aluvijalnom zemljištu.
Sjeverozapadni dio središnje Srbije pokrivaju pseudogleji i lesivirana zemljišta i eutrična smeđa tla (gajnjače).
Na pomoravskom području prevladavaju aluvijalna zemljišta, zemljišta na rastresitim supstratima (rendzine), smonica i kisela smeđa zemljišta.
Na vapnenačko-dolomitskim stijenama brdsko-planinskog područja južno od Save i Dunava prevladava crnica i smeđa zemljišta.

### Vode
Rijeke Srbije najvećim dijelom pripadaju Crnomorskom slivu, a sve vode tog toka okuplja Dunav. Vode s većeg dijela metohijskog područja pripadaju Jadranskom slivu, a krajnji jugoistočni dijelovi Egejskom slivu. Tri su plovne rijeke u Srbiji: Dunav (588 km), Sava (206 km), Tisa (168 km), i dijelom Velika Morava. Ostale veće rijeke Srbije su:
- Zapadna Morava (308 km)
- Južna Morava (295 km)
- Ibar (272 km)
- Drina (220 km)
- Timok (202 km).

Najveće jezero u Srbiji, Đerdapsko jezero, nalazi se na granici s Rumunjskom i ima površinu od 163 km2 (ukupna površina jezera je 253 km2).
Rijeka koja najdužim tokom prolazi kroz Srbiju je Morava, a njen sliv obuhvaća 40 % površine Srbije. Većina rijeka ima kišno-snježni režim vodostaja i protoka. Maksimalni vodostaji bilježe se u proljeće, a minimalni u kolovozu i rujnu.
Srbija nema velikih prirodnih jezera, a najveća su nastala pregrađivanjem riječnih korita kadi iskorištavanja snage vode za električnu energiju. Najveća takva akumulacijska jezera su: Đerdapsko (na Dunavu), Vlasinsko (na Vlasini), te Perućačko i Zvorničko (na Drini).

### Biljni pokrov
Cijeli teritorij Srbije pripada kontinentalno biljno-zemljopisnoj regiji. Srbija u cjelini spada među slabije pošumljene zemlje Europe sa samo 27 % šumskih površina.
Srbija se po tipu vegetacije dijeli u pet pojasa:
- Nizinski pojas (područje aluvijalne ravnice Vojvodine, Posavine, Pomoravlja, Timočke krajine i Kosova polja) – šume hrasta lužnjaka, jasena, topole i vrbe, a u sušnijim predjelima Vojvodine dominiraju stepe.
- Brdski (kolinski) pojas (veliki dio Srbije južno od Save i Dunava) – šume sladuna i cera, hrasta kitnjaka i pitomog kestena.
- Brdski (montanski) pojas – bukove i bukovo-jelove šume, a na vapnenačkim podlogama i šume munike. Na toplim padinama ima i šuma hrasta kitnjaka.
- Pretplaninski i planinski pojas – u nižem potpojasu prevladavaju bukove šume, šikare i smrekove šume, a u višem niske klekovine bora krivulja i bukve, vrištine i šikare planinske ive.
- Visokoplaninski pojas – područja viša od 2500 m s hazmofitskom vegetacijom golih kamenjara, te mikrovegetacijom lišajeva na strmijim stijenama.

### Zaštićena priroda
Srbija ima četiri nacionalna parka (Đerdap, Kopaonik, Tara, Fruška gora) te veći broj parkova prirode, prirodnih rezervata i spomenika.

## Stanovništvo

### Razmještaj i sastav stanovništva
Srbija ima prema popisu iz 2002. godine 7 498 001 stanovnika i spada u srednje naseljena europske države s prosječnom gustoćom naseljenosti od 111 st/km2. U glavnom gradu živi 20 % ukupnog stanovništva. Od ukupnog broja stanovništva 56 % je gradskog. Kao posljedica različitih prirodnih uvjeta i povijesnog razvoja, prostorni raspored stanovništva je vrlo raznolik. Ako se promatraju velika zemljopisna područja, najgušće je naseljena peripanonska Srbija (najviše zbog grada Beograda). Vojvodina i planinsko-kotlinsko područje nešto je rjeđe naseljeno od državnog prosjeka. U planinsko-kotlinskom području postoje velike razlike u naseljenosti. Kosmet ima više od 200 st/km2, a osim južnog Pomoravlja, ostale subregije imaju manje od 50 st/km2.
Ako se izuzme razdoblje Drugog svjetskog rata, broj stanovnika Srbije se od početka 20. stoljeća stalno povećavao, najviše na Kosovu i Metohiji. Gotovo čitava Središnja Srbija, izuzev većih gradova u posljednje vrijeme bilježi pad broja stanovništva, kao i Banat i središnji dijelovi Bačke. Stanovništvo većih urbanih područja više se povećava doseljavanjem nego vlastitim prirodnim prirastom.
Poslije Drugog svjetskog rata stanovništvo Srbije u cjelini stari. U zadnja dva desetljeća u Središnjoj Srbiji i Vojvodini smanjuje se broj radno sposobnog stanovništva. U razdoblju od 1961. do 2002. udio mladog stanovništva (0 – 19 godina) smanjio se s 35 % na 22 % dok se udio starog stanovništva popeo s 11 % na 24 %.

### Demografska povijest
- 1991. – 9 778 991 stanovnika:
  - Srbi – 65,9 %
  - Albanci – 17,1 %
  - Mađari – 3,5 %
  - Muslimani – 2,5 %
  - Romi – 1,4 %
  - Crnogorci – 1,4 %
  - Hrvati – 1,1 %[20]
  - ostali – 7,1 %.
- 1981. – 9 313 676 stanovnika:
  - Srbi – 66,4 %
  - Albanci – 14 %
  - Mađari – 4,2 %
  - Muslimani – 2,3 %
  - Hrvati – 1,6 %
  - Crnogorci – 1,6 %
  - Romi – 1,2 %[21]
  - ostali – 8,7 %.
- 1971. – 8 446 591 stanovnika:
  - Srbi – 71,2 %
  - Albanci – 11,7 %
  - Mađari – 5,1 %
  - Hrvati – 2,2 %
  - ostali – 9,8 %.
- 1961. – 7 642 227 stanovnika:
  - Srbi – 74,6 %
  - Albanci – 9,2 %
  - Mađari – 5,9 %
  - Hrvati – 2,6 %
  - ostali – 7,7 %.
- 1953. – 6 979 154 stanovnika:
  - Srbi – 73,8 %
  - Albanci – 8 %
  - Mađari – 6,3 %
  - ostali – 11,9 %.
- 1948. – 6 527 966 stanovnika:
  - Srbi – 73,9 %
  - Albanci – 8,1 %
  - Mađari 6,6 %
  - Hrvati – 2,6 %[22]
  - ostali – 8,8 %.

### Narodnosni sastav
Većinsko dvotrećinsko stanovništvo od Srbijinih devet i pol milijuna stanovnika čine Srbi, dok su jedna trećina nacionalne manjine.
|              | Ukupno    | Ukupno | Uža Srbija | Uža Srbija | Vojvodina | Vojvodina |
|              | Broj      | %      | Broj       | %          | Broj      | %         |
| Ukupno       | 7 498 001 | 100    | 5 466 009  | 100        | 2 031 992 | 100       |
| Srbi         | 6 212 838 | 82,86  | 4 891 031  | 89,48      | 1 321 807 | 65,05     |
| Crnogorci    | 69 049    | 0,92   | 33 536     | 0,61       | 35 513    | 1,75      |
| Jugoslaveni  | 80 721    | 1,08   | 30 840     | 0,56       | 49 881    | 2,45      |
| Albanci      | 61 647    | 0,82   | 59 952     | 1,1        | 1695      | 0,08      |
| Bošnjaci     | 136 087   | 1,82   | 135 670    | 2,48       | 417       | 0,02      |
| Bugari       | 20 497    | 0,27   | 18 839     | 0,34       | 1658      | 0,08      |
| Bunjevci     | 20 012    | 0,27   | 246        | 0          | 19 766    | 0,97      |
| Nijemci      | 3901      | 0,05   | 747        | 0,01       | 3154      | 0,16      |
| Goranci      | 4581      | 0,06   | 3975       | 0,07       | 606       | 0,03      |
| Hrvati       | 70 602    | 0,94   | 14 056     | 0,26       | 56 546    | 2,78      |
| Makedonci    | 25 847    | 0,35   | 14 062     | 0,26       | 11 785    | 0,58      |
| Muslimani    | 19 503    | 0,26   | 15 869     | 0,29       | 3634      | 0,18      |
| Romi         | 108 193   | 1,44   | 79 136     | 1,45       | 29 057    | 1,43      |
| Rumunji      | 34 576    | 0,46   | 4157       | 0,08       | 30 419    | 1,5       |
| Rusi         | 2588      | 0,03   | 1648       | 0,03       | 940       | 0,05      |
| Rusini       | 15 905    | 0,21   | 279        | 0,01       | 15 626    | 0,77      |
| Slovaci      | 59 021    | 0,79   | 2384       | 0,04       | 56 637    | 2,79      |
| Slovenci     | 5104      | 0,07   | 3099       | 0,06       | 2005      | 0,1       |
| Česi         | 2211      | 0,03   | 563        | 0,01       | 1648      | 0,08      |
| Ukrajinci    | 5354      | 0,07   | 719        | 0,01       | 4635      | 0,23      |
| Mađari       | 293 299   | 3,91   | 3092       | 0,06       | 290 207   | 14,28     |
| Vlasi        | 40 054    | 0,53   | 39 953     | 0.73       | 101       | 0         |
| Ostali       | 11 711    | 0,16   | 6400       | 0,12       | 5311      | 0,26      |
| Neizjašnjeni | 107 732   | 1,44   | 52 716     | 0,97       | 55 016    | 2,71      |
| Nepoznato    | 75 483    | 1,01   | 51 709     | 0,95       | 23 774    | 1,17      |

### Vjerski sastav
Najveći broj stanovništva Srbije je pravoslavne vjere. Slijede muslimani, rimokatolici i protestanti.
Ustav i zakoni Srbije dozvoljavaju slobodu vjere. Vlada na svim razinama nastoji zaštiti ovo pravo u cjelini. Srbija nema državnu religiju, pa se ni vjerski blagdani ne slave kao državni praznici. No, građanima je dozvoljeno da za svoje velike vjerske praznike uzmu slobodan dan.

### Jezik
U Srbiji je službeni jezik srpski i ćirilično pismo dok je latinica u ravnopravnoj uporabi. Po podacima iz 2014. ćirilicu koristi 36 % srbijanske populacije dok latinicom koja je ipak zastupljenija piše 47 %.
U Vojvodini su, uz srpski, službeni jezici i mađarski, slovački, hrvatski, rumunjski i rusinski.

## Politički ustroj
Srbija je po Ustavu iz 2006. godine koji je najviši pravni akt, unitarna država (postoji samo jedna, centralna vlast koja je nosilac državnog suvereniteta), s višestranačkim sustavom, neposrednim izborima, garantuje poštovanje ljudskih i građanskih prava i sloboda, kao i podjelu vlasti (zakonodavna, izvršna i sudska).
Ustav iz 2006. godine je razložio vlast na zakonodavnu, izvršnu i sudsku, gdje je se „odnos triju grana vlasti zasniva na ravnoteži i međusobnoj kontroli”.
Narodna skupština je jednodomo predstavničko tijelo i nosilac zakonodavne vlasti u Republici Srbiji. Skupštinu čine narodni zastupnici – kojih je 250 – koji se biraju na neposrijednim izborima na mandat od četiri godine u skladu sa zakonom. Narodna skupština Republike Srbije bira Vladu, kontrolira ju i odličuje o prestanku mandata Vlade i ministara; bira i razriješava sudije ustavnog suda; bira i razriješava Pučkog pravobranitelja; bira i razriješava guvernera Narodne banke Srbije; potvrđuje međunarodne ugovore; raspisuje republički referendum; donosi i mijenja Ustav. Tijela su izvršne vlasti u državi Predsjednik Republike i Vlada.
Predsjednik Republike Srbije bira se na neposrijednim izborima, narod ga bira tajnim glasovanjem. Mandat mu iznosi pet godina, a isto lice ne smije biti više od dva puta birano na predsjedničku funkciju. Kada je spriječen da obavlja svoju funkciju zamjenjuje ga predsjednik Narodne skupštine, u periodu od najduže tri mjeseca i njegove nadležnosti su također utvrđene Ustavom. Predsjednik predstavlja državu u međunarodnim odnosima, dodjeljuje odlikovanja i priznanja utvrđena zakonom.
Vlada Republike Srbije je aktivni dio izvršne vlasti i u parlamentarnom sustavu je njezin nosilac. Bira ju Narodna skupština i njoj je odgovorna za svoj rad. Kandidat za predsjednika vlade je mandatar koji iznosi svoj program pred Narodnu skupštinu, poslije čega sljedi debata. Izbor vlade je u danu za glasanje i ona je izabrana ako dobije većinu od ukupnog broja skupštinskih zastupnika, dakle 126. zastupnika mora da glasa pozitivno za novu vladu.

## Pravni sustav
Po Ustavu Srbije sudovi su samostalni i neovisni organi vlasti koji štite slobode i prava svih građana Republike Srbije zakonom utvrđena prava pravnih subjekata i osigurava ustavnost i zakonitost. Sudska vlast po Ustavu posve je neovisna od zakonodavne i izvršne vlasti u Republici. Sve sudske odluke se donose u ime građana i zasnivaju se na Ustavu, zakonu, potvrđenom međunarodnom ugovoru i propisima donesenim temeljem zakona.
Sudske su odluke obvezne za sve i ne mogu biti dio izvansudske kontrole. Sudske odluke moze preispitati samo nadlezni sud u točno utvrđeno vrijeme i točno utvrđenom postupku.
Republički sudovi:
- vrhovni kasacijski sud najviši je sud u Republici Srbiji koji neposrijedno viši sud za Privredni apelacijski sud, Prekršajni apelacijski sud i Upravni sud i apelacijske sudove;
- vrhovni sud samostalan je i neovisan državni organ koji štiti ustavnost i zakonitost i ljudska i manjinska prava i slobode;
- prekršajni apelacijski sud Republike Srbije odlučuje o žalbama na odluke prekršajnih sudova Republike Srbije, u svom sustavu ima tri odjeljenja koja sjedišta imaju u Novom Sadu, Nišu i Kragujevcu.

## Oružane snage Republike Srbije
Oružane snage Srbije podložne su Ministarstvu obrane, a sastoje se od vojske i ratnog zrakoplovstva. Iako kontinentalna zemlja, Srbija upravlja flotilom riječnih brodova koji obhoduju uglavnom na međunarodno plovnim rijekama Dunava, Save i Tise. Načelnik Glavnog stožera Vojske Srbije izvješćuje ministra obrane. Glavni stožer imenuje predsjednik Republike, koji je i glavni zapovjednik vojnih snaga. Od 2017. godine, proračun za obranu Srbije iznosi 503 milijuna dolara, ili oko 1,4 % BDP-a zemlje.
Tradicionalno se oslanjajući na veliki broj vojnika, oružane snage Srbije prolazile su kroz razdoblje smanjenja, restrukturiranja i profesionalizacije u potpunosti u skladu s NATO standardima. Vojni rok je ukinut u 2011. Srbijanske oružane snage imaju 28 000 aktivnih vojnika, dopunjenih aktivnom rezervom koja ima 20 000 vojnika i pasivnom rezervom u hitnim slučajevima s još između 170 000 i 250 000 vojnika.
Od 15. siječnja 2015. Srbija sudjeluje u Individualnom planu partnerstva s NATO što predstavlja najviši rang suradnje s tom organizacijom prije članstva, no zemlja nema namjeru priključiti se NATO-u, zbog još značajnog negativnog stava građanstva uglavnom naslijeđenog u vrijeme NATO-vog bombardiranja Jugoslavije 1999. godine. Član je promatrača Organizacija Ugovora o kolektivnom vrijednosnom papiru (CSTO). Zemlja je također potpisala Pakt o stabilnosti za jugoistočnu Europu. Iako Srbija nije članica ni jednog vojnog saveza, oružane snage Republike Srbije sudjeluju u mnogo multinacionalnih mirovnih misija, uključujući razmještanje u Libanonu, Cipru, Obali Bjelokosti i Liberiji.
Srbija je glavni proizvođač i izvoznik vojne opreme u regiji jugoistoka Europe. Izvoz obrane iznosio je oko 483 milijuna dolara u 2016. Srbija izvozi diljem svijeta, osobito na Bliski Istok, Afriku, Jugoistočnu Aziju ali i Zastavine puške i strijeljivo u Sjevernu Ameriku. Obrambena industrija je tijekom godina imala značajan rast i kontinuirano nastavlja rast i razvoj na godišnjoj razini.

## Upravna podjela države
U sastavu Srbije nalazi se jedna autonomna pokrajina – Vojvodina (dok prema Ustavu R. Srbije i Kosovo i Metohija se nalazi u njezinom sastavu i ima status autonomne pokrajine). Srbija bez te pokrajine naziva se Središnja ili Uža Srbija.
Neke političke stranke u Srbiji predlažu da Srbija bude podijeljena na pet regija:
1. Vojvodinu
2. Šumadiju
3. Podunavlje
4. Podrinje
5. Beograd.

### Okruzi
Postoji podjela na 29 okruga i grad Beograd. Vojvodina ima 7 okruga, te Uža Srbija 17.
Svaki okrug sastoji se od nekoliko općina koje su podijeljene na mjesne zajednice. Pri ustroju okruga, područja na jugozapadu Srbije s većinskim bošnjačkim stanovništvom nisu bila izdvojena u poseban okrug, već su podijeljena između zlatiborskog i raškog okruga što je izazvalo veliko nezadovoljstvo bošnjačke strane.

#### Okruzi autonomne pokrajine Vojvodine
- Sjevernobački okrug
- Srednjobanatski okrug
- Sjevernobanatski okrug
- Južnobanatski okrug
- Zapadnobački okrug
- Južnobački okrug
- Srijemski okrug

#### Okruzi središnje Srbije
- Mačvanski okrug
- Kolubarski okrug
- Podunavski okrug
- Braničevski okrug
- Šumadijski okrug
- Pomoravski okrug
- Borski okrug
- Zaječarski okrug
- Zlatiborski okrug
- Moravički okrug
- Raški okrug
- Rasinski okrug
- Nišavski okrug
- Toplički okrug
- Pirotski okrug
- Jablanički okrug
- Pčinjski okrug

### Gradovi
Iako Srbija ima mnogo naselja s više od 20 000 stanovnika, službeno ima samo 3 grada i Grad Beograd. To su gradovi:
- Beograd – 1 119 642, s predgrađem 1 576 124
- Novi Sad – 191 405, s predgrađem 299 294
- Niš – 173 724, s predgrađem 250 518
- Kragujevac – 146 373, s predgrađem 175 802.

U siječnju 2007. godine, uredbom Vlade Srbije, 23 općine u Srbiji dobile su status grada. Pored Beograda, Novog Sada, Niša i Kragujevca, status grada dobili su:
- Vranje
- Zrenjanin
- Jagodina
- Kraljevo
- Leskovac
- Loznica
- Kruševac
- Pančevo
- Požarevac
- Smederevo
- Srijemska Mitrovica
- Subotica
- Užice
- Zaječar
- Čačak
- Sombor
- Valjevo
- Novi Pazar
- Šabac.[26]

## Gospodarstvo
Od Drugog svjetskog rata Srbija se od izrazito agrarne zemlje transformirala u industrijsku zemlju u kojoj su poljoprivreda i rudarstvo zadržali značajnu ulogu. Za vrijeme SFRJ Srbija je bila srednje razvijena zemlja, na razini jugoslavenskog prosjeka, ali s velikim regionalnim razlikama. Tako je najrazvijeniji bio grad Beograd, a najnerazvijeniji Kosmet i općine uz Kosmet i granicu s Crnom Gorom. Srpsko gospodarstvo dodatno je oslabilo poslije raspada SFRJ, a dodatno je uništeno NATO-vim bombardiranjem 1999. godine.
Srbijansko gospodarstvo bilo je u kolapsu početkom 1990-ih zbog sankcija Vijeća sigurnosti UN-a 1992. radi agresije na Hrvatsku i BiH. Veći dio sankcija je ukinut 1996., 2000., 2001. i 2005. kada je u potpunosti normalizirana trgovina sa SAD-om.
Poljoprivreda čini 16,6 % nacionalnog BDP-a, industrija 25,5 % i uslužne djelatnosti 57,9 %. Ukupni BDP-PPP za 2008. je bio oko 79,662 milijarde dolara. Dok je BDP-PPP za 2008. po stanovniku iznosio oko 10 792 dolara. Najveći ratarski kraj je Vojvodina. Uzgaja se pšenica, kukuruz, suncokret i soja, te u manjoj mjeri povrtne kulture. Šumadija je poznata po voćarstvu; Vršac, obronci Fruške gore i Župa po vinogradima. Stočarstvo je razvijeno u Raškoj i u istočnoj Srbiji. Metohija je plodna žitnica. Kosovo je najveće nalazište lignita u Europi. Homoljske planine su nalazište bakra. Sjeverni dio Banata je bogat naftom i zemnim plinom.
Srbija raspolaže s oko 2 961 000 radno sposobnog stanovništva. Ima stopu nezaposlenosti od 14 % (Kosovo i Metohija oko 50 %). U poljoprivredi radi oko 30 %, industriji 46 % i uslužnim djelatnostima 24 %. Stopa inflacije je preko 6,5 %.
Glavni uvozni partneri Srbije su zemlje Europske unije (Njemačka, Austrija, Italija), SAD, Narodna Republika Kina. Srbija najviše izvozi svoje proizvode u zemlje bivšeg SSSR-a, bosanskohercegovački entitet Republiku Srpsku i Sjevernu Makedoniju. Deficit od uvoza je oko 6 milijardi dolara (2005.)

### Promet
Cestovni prijevoz najdominantniji je oblik putničkog prijevoza. Danas na njega otpada 70 % putničkih kilometara. Poslije Drugog svjetskog rata u Srbiji je bilo svega nekoliko stotina kilometara suvremenih cesta, a danas ih ima 30 000 km, od čega je 20 % magistralnih puteva. Izgrađeni su ili modernizirani mnogi međugradski i međumjesni putevi. Glavni cestovni pravac je paneuropski koridor X koji ide usporedno sa željezničkom magistralom Horgoš – Subotica – Novi Sad – Beograd – Niš, gdje se račva u dva kraka, jedan prema Sofiji, a drugi prema Skopjlu.
Zračni promet se počeo razvijati između dva svjetska rata. Prva jugoslavenska zračna linija uspostavljena je između Beograda i Zagreba 1928. godine. Značajniju dinamiku ovaj je oblik prometa doživio šezdesetih godina dvadesetog stoljeća. 1962. izgrađena je beogradska zračna luka »Surčin« (danas Zračna luka Nikola Tesla). a kasnije i luke u Prištini i Nišu. Udio zračnog prometa vremenom se povećava, ali jedino beogradska zračna luka ima veći značaj s preko 1,5 milijun putnika godišnje (v. Dodatak:Popis zračnih luka u Srbiji).
Do sredine 1960-ih, željeznički promet imao je vodeću ulogu u putničkom prijevozu, a danas je po važnosti iza cestovnog i zračnog prometa. No unatoč tome, željeznice i danas drže primat u prijevozu robe. Danas Srbija ima 4110 km željezničkih pruga. Pruge su počele s izgradnjom sredinom 19. stoljeća, no kako se današnji teritorij Srbije tada nalazio u tri države, izgradnja željeznica do Prvog svjetskog rata bila je neusklađena i različita u tehničkom pogledu. Prva pruga izgrađena je u Vojvodini 1856. godine i to za rudarske potrebe, a prva za javni promet 1857. i bila je dio pravca Budimpešta – Temišvar – Oršava. Do 1914. godine u cijeloj Srbiji bilo je 1714 km željezničkih pruga, a između dva rata je izgrađeno još više od 1000 km. Nakon Drugog svjetskog rata velika je pažnja posvećena modernizaciji željeznice.
Gotovo sav riječni promet Srbije odvija se na području Vojvodine. Od 1982 km plovnih puteva, na rijeke otpada 1043 km (od toga na Dunav 588 km, Savu 206 km i Tisu 168 km). Od kanala najveći značaj ima sustav Dunav – Tisa – Dunav.
Hrvatska je vlastitim novcem sufinancirala izgradnji nekoliko elektrana diljem bivše Jugoslavije, ukupne snage 920 megavata: NE Krško, TE Tuzla, TE Gacko, TE Kakanj i TE Obrenovac. Zbog politike SFRJ početkom osamdesetih godina koja je obvezala razvijene republike Hrvatsku i Sloveniju ulagati bespovratno sredstva u nerazvijene, time i u tobože nerazvijenu Srbiju. Hrvatska je tek isposlovala da umjesto investiranja u Fond može ulagati u elektrane. Zbog ulaganja u Srbiju HEP je podigao veliki kredit, koji je Hrvatska ratnih godina vraćala i nije dobivala struju od svoje investicije. Zbog tih predratnih ulaganja u TE Nikola Tesla u Obrenovcu, HEP potražuje oko 120 milijuna eura i 22 tWh električne energije, tj. više od godišnje potrošnje cijele Hrvatske. Doda li se kamata od 1990. godine na ukupna potraživanja, Hrvatska potražuje gotovo dvije milijarde eura od Elektroprivrede Srbije (EPS-a). Dug se nagomilao i HEP je predložio da im se investicija vrati isporukama struje, ali Elektroprivreda Srbije poručila je da se to mora riješiti na državnoj razini i da to pregovaraju predstavnici ministarstava gospodarstva.

## Kultura
Srpska akademija znanosti i umjetnosti (srp. Srpska akademija nauka i umetnosti) osnovana je u drugoj polovici 19. stoljeća, kao najstarija suvremena akademija u Južnih Slavena.

### Arhitektura
Na području Srbije postoje ostatci prapovijesnih kultura. Najpoznatija neolitska kultura na tlu Srbije je kultura Lepenskog vira. U Srbiji su se nalazili raskošni carski gradovi i palače u doba kasnog Rimskog Carstva i ranog Bizanta, čiji se ostatci mogu vidjeti u Sirmiumu, Gamzigradu i Caričinom gradu (Justiniana Prima).
Srpski srednjovjekovni spomenici koji su se očuvali do danas uglavnom su crkve i manastiri. Većina ovih spomenika ima freskama ukrašene zidove. Najznačajniji spomenik srpske srednjovjekovne umjetnosti je manastir Studenica (oko 1190.) Ovaj manastir je bio model za kasnije manastire Mileševa, Sopoćani i Visoki Dečani. Vjerojatno najpoznatija srpska srednjovjekovna freska je prikaz „Mironosnice na grobu” (ili „Bijeli anđeo”) iz manastira Mileševa. Ikonoslikarstvo je također dio srpskog srednjovjekovnog kulturnog naslijeđa.
Utjecaj bizantske umjetnosti se pojačao nakon pada Carigrada u ruke križara 1204., kada su mnogi umjetnici pobjegli u Srbiju. Njihov utjecaj je vidljiv u izgradnji crkve Bogorodica Ljeviška, manastiru Staro Nagoričino i manastiru Gračanica.
Manastir Visoki Dečani je sagrađen između 1330. i 1350. godine. Za razliku od drugih srpskih manastira, ovaj je sagrađen u romaničkom stilu pod nadzorom majstora Vite iz Kotora. Na freskama ovog manastira nalaze se 1000 portreta koji opisuju sve najvažnije epizode iz Novog zavjeta. U katedrali se nalaze ikonostas, igumanovo prijestolje i dekorirani sarkofag kralja Stefana III. Dečanskog.
Još jedan stil crkvenog građevinarstva se razvio u Srbiji krajem 14. stoljeća, i to u dolini rijeke Morave. Odlika ovog stila je bila bogato ukrašavanje unutrašnjih crkvenih zidova. Freske u manastiru Manasija prikazuju religijske scene u kojima sudjeluju ljudi u srpskim srednjovjekovnim odorama.
Za vrijeme osmanske vladavine, uglavnom, je zamrla umjetnička aktivnost u Srbiji. Neke barokne tendencije vidljive su kod srpskih umjetnika s kraja 18. stoljeća u južnoj Ugarskoj (Teodor Kračun, Jakov Orfelin).
Kulturna baština UNESCO-a obuhvaća:
- grad Stari Ras
- manastir Sopoćane i Petrovu crkvu (najstarija crkva u Srbiji, od 1979.)
- manastir Studenicu (od 1986.)
- manastir Dečane (od 2004.)
- manastir Gračanicu
- Pećku patrijaršiju i crkvu Bogorodice Ljeviške (od 2006.)
- Gamzigrad kod Zaječara (od 2008.)
- stećke (od 2016.).

### Slikarstvo
Mnogi mladi umjetnici srpske države iz 19. stoljeća su se školovali u inozemstvu, posebno u Francuskoj i Njemačkoj, i donijeli su sa sobom avangardne stilove. Pored Pariza i Münchena, Beograd je u prvoj polovici 20. stoljeća bio jedno od središta impresionizma. Nadežda Petrović je slikala u stilu fovizma, dok je Sava Šumanović bio pod utjecajem kubizma.
Značajni srpski slikari 20. stoljeća bili su: Milan Konjović, Marko Čelebonović, Petar Lubarda, Vladimir Veličković i Mića Popović.
Srbija je poznata i po slikarima naive, kao što su Janko Brašić, Sava Sekulić, Martin Jonaš i Zuzana Halupova. Slovačko selo Kovačica u Vojvodini središte je naivnog slikarstva.

### Književnost
Početak srpske pismenosti povezan je s djelovanjem braće Ćirila i Metoda na Balkanu. Postoje spomenici rane srpske pismenosti iz 11. stoljeća, pisani glagoljicom. Već u 12. stoljeću, pojavljuju se tekstovi pisani ćirilicom. Iz ovog razdoblja je i najstarija ćirilična knjiga srpske redakcije, evanđelje zahumskog kneza Miroslava, brata Stefana Nemanje. Miroslavljevo evanđelje je i najstarija i najljepše ilustrirana srpska knjiga srednjeg vijeka.
Za vrijeme turske vladavine, u Srbiji se razvijala usmena lirska i epska književnost.
U doba narodnog preporoda u 19. stoljeću, Vuk Stefanović Karadžić je preveo Novi zavjet na srpski narodni jezik i proveo reformu srpskog jezika i pravopisa. Time je utemeljena suvremena srpska književnost. Najznačajniji srpski pjesnici 19. stoljeća bili su Branko Radičević, Đura Jakšić i Jovan Jovanović Zmaj. U 20. stoljeću prvenstvo pripada proznim piscima: Milošu crnjanskom, Dobrici Ćosiću, Danilu Kišu, Borislavu Pekiću i Miloradu Paviću, iako ima i vrijednih pjesničkih dostignuća: Milana Rakića, Jovana Dučića, Desanke Maksimović, Miodraga Pavlovića i Vaska Pope.

### Glazbena umjetnost

#### Folklor
Srbija ima dugu tradiciju folklora i narodne glazbe. Ples grupe plesača, pod imenom kolo, je najomiljeniji vid folklora u Srbiji i razlikuje se od regije do regije. Najpopularnija kola su Užičko kolo i Moravac.
U 19. stoljeću i ranije, karakteristična narodna glazbala bile su gusle i frula, dok su u Vojvodini korištene tambure i gajde. Danas je glavni instrument u novokomponiranoj narodnoj glazbi harmonika. Popularni su i trubački orkestri. Festival trubača u Guči je središnja manifestacija ove vrste glazbe. Najpoznatiji trubači Srbije su: Fejat Sejdić, Bakija Bakić i Boban Marković. Vrijeme turske vladavine ostavio je traga u glazbi cijelog Balkana, pa tako i Srbije.

#### Popularna glazba
U zadnjih nekoliko godina razvijen je trend miješanja narodne glazbe i orijentalnih utjecaja, te dance glazbe pod imenom turbo-folk. Mnogi suvremeni srbijanski pjevači popularni su i na područjima susjednih zemalja, kao na primjer: Lepa Brena, Željko Joksimović, Dragana Mirković i Šaban Šaulić.
U zabavnoj i pop glazbi, velike zvijezde srbijanske estrade bili su: Đorđe Marjanović, Lola Novaković i Sedmorica mladih. Još uvijek su aktivni i omiljeni Đorđe Balašević i Zdravko Čolić. Srbija ima i pobjednicu na Izboru za pjesmu Eurovizije – Mariju Šerifović.
Rock grupe su se pojavile u Srbiji krajem 1960-ih. Veliku popularnost su postigle grupe Novog vala 1980-ih: Idoli, Električni orgazam i Ekatarina Velika. Iz tog vremena i danas su aktivni: Riblja čorba, Bajaga i instruktori, Van Gogh i Partibrejkers.

### Kazalište i filmska umjetnost
Joakim Vujić je osnivač suvremenog srpskog kazališta. On je osnovao „Knjažesko-srbski teatar” u Kragujevcu 1835. godine. Značajni srpski pisci kazališnih djela bili su Jovan Sterija Popović i Branislav Nušić. U Beogradu se od 1967. održava međunarodni festival suvremenog teatra BITEF. Tradicionalno najkvalitetnije kazališne scene u Srbiji su „Narodno pozorište u Beogradu”, „Atelje 212”, „Jugoslovensko dramsko pozorište” i „Srpsko narodno pozorište” u Novom Sadu.
Srpska filmska umjetnost je jedna od vodećih kinematografija istočne Europe. Prije Drugog svjetskog rata u Srbiji je proizvedeno 12 filmova. U poslijeratnom razdoblju, na međunarodnoj sceni su se istakli redatelji: Aleksandar Petrović, Dušan Makavejev, Slobodan Šijan, Goran Paskaljević, Dušan Kovačević, Goran Marković i dr. Najnagrađivaniji srpski filmski redatelj je Emir Kusturica koji je između ostalog i dobitnik dvije Zlatne palme na festivalu u Cannesu.
Među glumcima se ističu Čiča Ilija Stanojević, Žanka Stokić i Dobrica Milutinović. Danas su najpoznatiji glumci Milena Dravić, Velimir Bata Živojinović, Ljubiša Samardžić, Bora Todorović i Sergej Trifunović.

## Sport
Iako je površinom Srbija mala zemlja s malim brojem stanovništva, srbijanski predstavnici u sportu su jako uspješni na međunarodnim natjecanjima. Još za vrijeme SFRJ srbijanski predstavnici davali su veliki doprinos skoro svim nacionalnim reprezentacijama. Srbija je davala velike predstavnike u košarci, nogometu, rukometu, vaterpolu te u mnogim pojedinačnim sportovima. Srbija je danas jedna od sportskih velesila u vaterpolu (bivši peterostruki europski i dvostruki svjetski prvaci), košarci (bivši višestruki svjetski i europski prvaci. Svi naslovi osvojeni u državnoj zajednici Srbija i Crna Gora/SR Jugoslavija), odbojci (trenutni europski prvaci u muškoj i ženskoj konkurenciji), kao i u tenisu gdje su čak četiri tenisača/tenisačice bili prvi na ATP i WTA listama: Novak Đoković, Jelena Janković i Ana Ivanović u pojedinačnoj konkurenciji, te Nenad Zimonjić u igri parova. Novak Đoković je trenutno najbolji tenisač na svijetu. Jedan od najuspješnijih plivača 2000-ih je Milorad Čavić, a od atletičara ističu se dugoprugašica Olivera Jevtić i skakač u vis Dragutin Topić. Višestruka osvajačica odličja s velikih natjecanja je i bivša olimpijska prvakinja u streljaštvu Jasna Šekarić.

## Državni blagdani u Republici Srbiji
↑* Ako neki dan padne u nedjelju, prenosi se na sljedeći radni dan.

## Zanimljivosti
- Asteroid s brojem 1564 nosi ime Srbija; otkrio ga je Milorad B. Protić.
- Srbija uzgoji oko jednu trećinu svjetskih malina i jedna je od vodećih zemalja u izvozu smrznutog voća. Frikom, najveći proizvođač smrznute hrane u Srbiji, nalazi se u većinskom vlasništvu Agrokor grupe iz Zagreba.
- Bijeli anđeo, freska iz samostana Mileševa upotrijebljen, je za prvi satelitski prijenos video signala 1962. između Europe i Sjeverne Amerike, predstavljajući prvi video kontakt između dva kontinenta i pozdrav Europe Americi.[nedostaje izvor]
- Do 18 rimskih careva rođeno je na teritoriju današnje Srbije.[33][34]

## Vanjske poveznice

### Sestrinski projekti
|  | Zajednički poslužitelj ima stranicu o temi Srbija    |
|  | Zajednički poslužitelj ima još gradiva o temi Srbija |
|  | Zajednički poslužitelj sadrži atlas Srbije           |
|  | Wječnik ima rječničku natuknicu Srbija               |

### Mrežna sjedišta
- Vlada Republike Srbije
- Narodna skupština Republike Srbije
- Ministarstvo za priključivanje EU  Arhivirana inačica izvorne stranice od 19. siječnja 2018. (Wayback Machine)
- Ured Predsjednika Srbije, Novi Dvor  Arhivirana inačica izvorne stranice od 8. svibnja 2021. (Wayback Machine)
- Narodna Banka Srbije
- Kancelarija za statistiku Vlade Srbije
- Institut za zaštitu kulturnog bogatstva
- Europski pokret u Srbiji
- Srpska kraljevska obitelj